# Dol, Gornji Grad
Dol je naselje v Občini Gornji Grad. Del naselja Dol - zaselek z imenom Zgornji Dol -se je leta 2005 priključil novoustanovljenemu naslju Nova Štifta.